# 己二酸
己二酸（英語：Hexanedioic acid）又稱肥酸，是一種羧酸類有机化合物。它是白色結晶粉末，微溶于水，溶於水中時呈酸性。

## 製備方法
1937年，美國杜邦公司用硝酸氧化環己醇實現了己二酸的工業化生產。進入60年代，工業上逐步改用環己烷氧化法，即先由環己烷制中間產物環己酮和環己醇混合物，然後再進行酮醇油的硝酸或空氣氧化。
環己烷一步氧化法
以環己烷為原料，以醋酸為溶劑，以鈷和溴化物為催化劑，產率为75%。
環己烷分步氧化法
酮醇油可用空氣直接氧化，收率達
70%-75%。也可用偏硼酸作催化劑進行空氣氧化，收率可達90%，蒸餾回收環己烷後得醇酮混合物。

## 用途
己二酸目前主要用於生產尼龍66。先制得己内酰胺，再由縮聚反應形成尼龍6。其它用途包括單體生產聚氨酯，以及反應形成增塑劑和潤滑油的組成。也可以做為為己二腈、己二胺的原料。還可用於醫藥等方面，用途十分廣泛。